# Highly Evolved
Highly Evolved es el primer álbum de la banda australiana de garage rock The Vines, lanzado en julio de 2002. Producido por Rob Schnapf, Highly Evolved tuvo un debut inmensamente popular. The Vines fue comparado frecuentemente con Nirvana. 
El primer sencillo del álbum, "Highly Evolved", fue elegido como Single of the Week por la revista británica New Musical Express. Esta misma realizó una encuesta donde fue elegido como el segundo mejor álbum del 2002. 
El álbum fue incluido en el libro 1001 discos que hay que escuchar antes de morir. Fue certificado con el disco de platino en Australia, disco de oro en Estados Unidos, y Canadá, y disco de plata en el Reino Unido.

## Lista de canciones
Todas las canciones fueron compuestas por Craig Nicholls, excepto por "1969", de coautoría entre Craig Nicholls y Dave Olliffe.
| N.º   | Título           | Duración |  |
| 1.    | «Highly Evolved» | 1:35     |  |
| 2.    | «Autumn Shade»   | 2:17     |  |
| 3.    | «Outtathaway»    | 3:02     |  |
| 4.    | «Sunshinin»      | 2:43     |  |
| 5.    | «Homesick»       | 4:53     |  |
| 6.    | «Get Free»       | 1:59     |  |
| 7.    | «Country Yard»   | 3:46     |  |
| 8.    | «Factory»        | 3:12     |  |
| 9.    | «In the Jungle»  | 4:15     |  |
| 10.   | «Mary Jane»      | 5:52     |  |
| 11.   | «Ain't No Room»  | 3:28     |  |
| 12.   | «1969»           | 6:27     |  |
| 43:35 |                  |          |  |

## Posicionamiento en listas
| País           | Lista (2002)               | Mejor posición |
| -------------- | -------------------------- | -------------- |
| Australia      | Australian Album Charts    | 5              |
| Alemania       | Media Control Charts       | 33             |
| Austria        | Austrian Album Charts      | 28             |
| Estados Unidos | Billboard 200              | 11             |
| Estados Unidos | Top Internet Albums        | 11             |
| Francia        | French Album Charts        | 56             |
| Irlanda        | Irish Albums Chart         | 13             |
| Noruega        | Norwegian Album Charts     | 22             |
| Nueva Zelanda  | New Zealander Album Charts | 48             |
| Reino Unido    | UK Albums Chart            | 3              |
| Suiza          | Swiss Album Charts         | 77             |

Referencias
1. ↑  «The Vines: Highly Evolved > Review». Allmusic. Rovi Corporation.
2. ↑  «ARIA Charts - Accreditations - 2003 Singles». Australian Recording Industry Association.
3. ↑  «Searchable Database». Recording Industry Association of America (en inglés).
4. ↑  «Gold & Platinum Certification – December 2002». Canadian Recording Industry Association. Archivado desde el original el 14 de agosto de 2010. Consultado el 20 de agosto de 2010.
5. ↑  «British single certifications». British Phonographic Industry (en inglés). Archivado desde el original el 27 de junio de 2019. Consultado el 5 de marzo de 2013.
6. 1 2 3 4 5 6 7  «The Vines - Highly Evolved». hitparade.ch. Hung Medien.
7. ↑  «The Vines Chart History (Billboard 200)». Billboard 200. Consultado el 11 de noviembre de 2024.
8. ↑  «"Ireland: Albums"». irish-charts.com. Hung Medien.
9. ↑  «The Vines - Chart Archive». ChartStats. Archivado desde el original el 1 de febrero de 2013. Consultado el 5 de marzo de 2013.

- Datos: Q631015